# Erica Batchelor
Pour les articles homonymes, voir Batchelor.
Erica Anne Batchelor, née le 10 août 1933 à Poole (Dorset), est une patineuse artistique britannique, championne de Grande-Bretagne en 1957, vice-championne d'Europe et médaillée de bronze mondiale en 1954.

## Biographie

### Carrière sportive
Erica Batchelor est championne de Grande-Bretagne en 1957.
Elle représente son pays à six championnats européens (1952 à Vienne, 1953 à Dortmund, 1954 à Bolzano, 1955 à Budapest, 1956 à Paris et 1957 à Vienne) où elle obtient quatre médailles dont l'argent en 1954 ; six mondiaux (1952 à Paris, 1953 à Davos, 1954 à Oslo, 1955 à Vienne, 1956 à Garmisch-Partenkirchen et 1957 à Colorado Springs) où elle conquiert la médaille de bronze en 1954 ; et les Jeux olympiques d'hiver de 1956 à Cortina d'Ampezzo.

### Reconversion
En 1957, elle réside à Édimbourg en Écosse, puis part à Bournemouth en Angleterre pour devenir patineuse professionnelle.
Elle fait peindre son portrait à Édimbourg, par Paul Seton Bramley en 1957.

## Palmarès
| Compétitions principales        | 1952 | 1953 | 1954 | 1955 | 1956 | 1957 |  |  |  |  |  |  |  |  |
| Jeux olympiques d'hiver         |      |      |      |      | 11e  |      |  |  |  |  |  |  |  |  |
| Championnats du monde           | 9e   | 9e   | 3e   | 5e   | 8e   | 9e   |  |  |  |  |  |  |  |  |
| Championnats d’Europe           | 11e  | 3e   | 2e   | 3e   | 3e   | 5e   |  |  |  |  |  |  |  |  |
| Championnats de Grande-Bretagne |      | 3e   | 2e   | 2e   | 2e   | 1re  |  |  |  |  |  |  |  |  |
|                                 |      |      |      |      |      |      |  |  |  |  |  |  |  |  |